# متطلبات البرمجيات
متطلبات البرمجيات هي أحد حقول علم هندسة البرمجيات والتي تتعلق باحتياجات البرمجيات لحل المشاكل البرمجية.

## تعريف
تعرف متطلبات البرمجيات كالآتى:
1. الشروط أو الإمكانيات التي يحتاجها المستخدم لحل مشكلة أو تحقيق هدف معين.
2. الشروط أو الإمكانيات للبرمجية لتجعلها متوافقة مع إمكانيات النظام لتحقق العقد والخصائص المتفق عليها بين المطور والمستخدم.[1]
3. العقد أو الوثيقة للشروط أو الإمكانيات التي يحدد بها البند 1 , 2 .